# Федоритенко Юрій Дмитрович
Юрій Дмитрович Федоритенко (5 квітня 1905, село Слобідка Сосницького повіту Чернігівської губернії, тепер Менського району Чернігівської області — лютий 1958, місто Житомир) — український радянський партійний діяч, 2-й секретар Полтавського обкому КП(б)У.

## Біографія
Народився в родині селянина-середняка. У квітні 1915 — вересні 1924 р. — селянин в господарстві батька в селі Слобідці Сосницького повіту на Чернігівщині. У 1924 році вступив до комсомолу.
У вересні 1924 — вересні 1927 р. — студент Чернігівського інституту народної освіти, здобув спеціальність педагога середньої школи.
У вересні 1927 — вересні 1928 р. — викладач математики і фізики семирічної школи в селі Артемівці Артемівського округу. У вересні 1928 — жовтні 1930 р. — викладач математики і фізики семирічної школи в селі Ново-Олександрівці Артемівського округу.
У жовтні 1930 — вересні 1933 р. — аспірант і викладач фізики Українського фізико-технічного інституту в місті Харкові.
Член ВКП(б) з грудня 1931 року.
У вересні 1933 — вересні 1934 р. — завідувач фізико-математичного відділення і доцент фізики Вінницького державного педагогічного інституту. У вересні 1934 — вересні 1935 р. — завідувач кафедри фізики Кременчуцького державного педагогічного інституту. У вересні 1935 — червні 1938 р. — асистент, старший викладач фізики, секретар партійного комітету КП(б)У Харківського інституту радянської торгівлі.
У червні — листопаді 1938 року — 1-й секретар Дзержинського районного комітету КП(б)У міста Харкова.
У листопаді 1938 — лютому 1939 року — заступник завідувача відділу керівних партійних органів ЦК КП(б)У в Києві.
У лютому 1939 — травні 1941 року — 2-й секретар Полтавського обласного комітету КП(б)У. У травні — грудні 1941 року — інструктор ЦК КП(б)У.
У січні — травні 1942 р. — інструктор ЦК КП(б) Казахстану в місті Алма-Аті. У травні 1942 — листопаді 1943 р. — секретар по загальній промисловості Алма-Атинського міського комітету КП(б) Казахстану.
У листопаді 1943 (затверджений в червні 1944) — липні 1945 року — завідувач відділу шкіл Харківського обласного комітету КП(б)У.
У липні 1945 — листопаді 1950 року — секретар Волинського обласного комітету КП(б)У по кадрах, секретар Волинського обласного комітету КП(б)У.
У листопаді 1950 — листопаді 1952 року — заступник голови виконавчого комітету Житомирської обласної ради депутатів трудящих. У листопаді 1952 — березні 1953 року — на пенсії через хворобу.
У березні — серпні 1953 року — начальник Житомирського обласного управління кінофікації. У серпні 1953 — 1957? року — начальник відділу кінофікації Житомирського обласного управління культури.
Важко хворів. Помер у Житомирі на початку лютого 1958 року.

## Нагороди
- орден Трудового Червоного Прапора (23.01.1948)
- медалі